# Joe Jusko
Joe Jusko (1 de septiembre de 1959) es un ilustrador estadounidense conocido por su estilo realista y altamente detallado en ilustraciones y portadas de arte fantástico y pin-up. Ha trabajado mayoritariamente para la industria del cómic. Jusko fue responsable del boom de las trading cards en los años 90 al pintar en 1992 la serie Marvel Masterpieces trading cards.

## Biografía
Estudió en la High School of Art & Design de Nueva York bajo la tutela de Bernard Krigstein. Se graduó en 1977 con un premio de DC Comics.

## Carrera

### Cómics
Después de graduarse trabajó como asistente de Howard Chaykin, quien le encaminó para que vendiera su primera portada para la revista Heavy Metal a la edad de 18.
Durante su carrera Jusko ha trabajado para las más importantes editoriales y ha producido cientos de imágenes interiores y de portadas, entre las que destacan las de La espada salvaje de Conan, Hulk y Punisher. 

### Trading cards
Tras su éxito de 1992 con las Marvel Masterpieces Jusko pintó en 1995 una colección basada en el mundo de Edgar Rice Burroughs y en 1996 otras basadas en Wolverine, Conan el barbaro y Vampirella. 
También ha hecho storyboards para la World Wrestling Federation.
En 2017 se cumplirá el 25 aniversario de la serie Marvel Masterpiece y Jusko está trabajando en una nueva edición de 135 cartas.

### Oficial de policía de Nueva York
En cierto punto de su carrera, se sintió desilusionado con su trabajo y se hizo policía. Después del 11 de septiembre, Jusko elaboró la litografía titulada Police and Firefighter Heroes of September 11 cuyas ventas fueron para las viudas y huérfanos de los policías y bomberos fallecidos.

## Premios
Jusko ganó dos años consecutivos (1992 y 1993) el premio Comics Buyer's Guide Fan Award for Favorite Painter. También el Wizard Fan Award  en 1993 y 1994. Su novela gráfica Tomb Raider: The Greatest Treasure of All ganó el certificado de mérito de la Sociedad de Ilustradores de Estados Unidos.